# Geddes (Dakota du Sud)
Pour les articles homonymes, voir Geddes.
Geddes est une municipalité américaine située dans le comté de Charles Mix, dans l'État du Dakota du Sud. Selon le recensement de 2010, elle compte 208 habitants. La municipalité s'étend sur 0,61 milles carrés (1,58 km2).
La ville est fondée le 7 février 1900. Elle doit son nom à l'un des participants à sa fondation ou à un employé du Milawaukee Railroad.

## Démographie
| 1910 | 1920 | 1930 | 1940 | 1950 | 1960 |
| ---- | ---- | ---- | ---- | ---- | ---- |
| 701  | 695  | 680  | 581  | 502  | 380  |

| 1970 | 1980 | 1990 | 2000 | 2010 | - |
| ---- | ---- | ---- | ---- | ---- | - |
| 308  | 303  | 280  | 252  | 208  | - |